# Historique du parcours européen du HC Eynatten-Raeren
Cet article présente les différentes campagnes européennes réalisées par le HC Eynatten-Raeren depuis sa fondation en 1972.

## Parcours détaillé
| no | Saison    | Compétition | Tour                        | Club                  | Aller | Total | Retour | Club                 | no |
| -- | --------- | ----------- | --------------------------- | --------------------- | ----- | ----- | ------ | -------------------- | -- |
| 1  | 1999-2000 | C2          | Seizième de finale          | HC Eynatten-Raeren    | 31-25 | 55-62 | 24-37  | PTA Vienne           | 2  |
| 3  | 2000-2001 | C1          | Premier tour préliminaire   | Haukar Hafnarfjörður  | 22-18 | 53-48 | 31-30  | HC Eynatten-Raeren   | 4  |
| 5  | 2000-2001 | C3          | Deuxième tour préliminaire  | HC Eynatten-Raeren    | 16-30 | 34-63 | 18-33  | Viborg HK            | 6  |
| 7  | 2001-2002 | C1          | Premier tour préliminaire   | Hapoel Rishon Le Zion | 33-19 | 59-39 | 26-20  | HC Eynatten-Raeren   | 8  |
| 9  | 2001-2002 | C3          | Deuxième tour préliminaire  | Bodö HK               | 20-20 | 38-40 | 18-20  | HC Eynatten-Raeren   | 10 |
| 11 | 2001-2002 | C3          | Troisième tour préliminaire | HC Eynatten-Raeren    | 20-27 | 38-56 | 18-29  | SG Wallau-Massenheim | 12 |
| 13 | 2002-2003 | C1          | Premier tour préliminaire   | HC Eynatten-Raeren    | 28-31 | 49-44 | 24-32  | Vardar Skopje        | 14 |
| 15 | 2002-2003 | C3          | Deuxième tour préliminaire  | AC Doukas             | 26-20 | 51-42 | 25-22  | HC Eynatten-Raeren   | 16 |
| 17 | 2003-2004 | C3          | Deuxième tour préliminaire  | HC Eynatten-Raeren    | 23-21 | 41-41 | 18-20  | HV Aalsmeer          | 18 |
| 19 | 2005-2006 | C4          | Troisième tour préliminaire | Partizan Belgrade     | 38-19 | 67-48 | 29-29  | HC Eynatten-Raeren   | 20 |
| 21 | 2007-2008 | C4          | Troisième tour préliminaire | HC Granitas Kaunas    | 31-18 | 58-46 | 27-28  | HC Eynatten-Raeren   | 22 |

## Bilan
| Compétition                        | J  | G | N | P  | Bp  | Bc  | Diff |
| ---------------------------------- | -- | - | - | -- | --- | --- | ---- |
| Ligue des champions (C1)           | 6  | 0 | 0 | 6  | 131 | 161 | -30  |
| Coupe des vainqueurs de coupe (C2) | 2  | 1 | 0 | 1  | 55  | 62  | -7   |
| Coupe de l'EHF (C3)                | 10 | 1 | 1 | 8  | 195 | 249 | -54  |
| Coupe Challenge (C4)               | 4  | 1 | 1 | 2  | 95  | 125 | -30  |
| Total                              | 22 | 3 | 2 | 17 | 476 | 597 | -121 |

## Adversaires européens
- SG Wallau-Massenheim
- PTA Vienne
- Viborg HK
- AC Doukas
- HC Granitas Kaunas
- Haukar Hafnarfjörður
- Hapoel Rishon Le Zion
- Bodö HK
- Vardar Skopje
- HV Aalsmeer
- Partizan Belgrade